# Pryocycla jucundaria
Pryocycla jucundaria là một loài bướm đêm trong họ Geometridae.